# Archives départementales des Pyrénées-Orientales
Les archives départementales des Pyrénées-Orientales sont un service du conseil départemental des Pyrénées-Orientales, chargé de collecter les archives, de les classer, les conserver et les mettre à la disposition du public.
Elles conservent la plus grande partie de la mémoire écrite du département des Pyrénées-Orientales : archives publiques et archives privées.

## Les fonds d'archives publiques

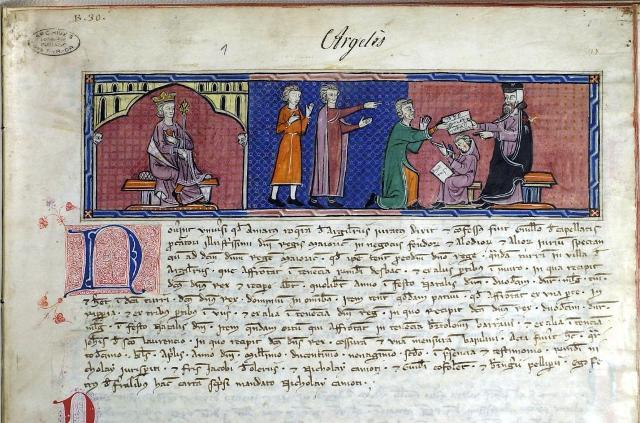
Capbreu d'Argelès (1292).

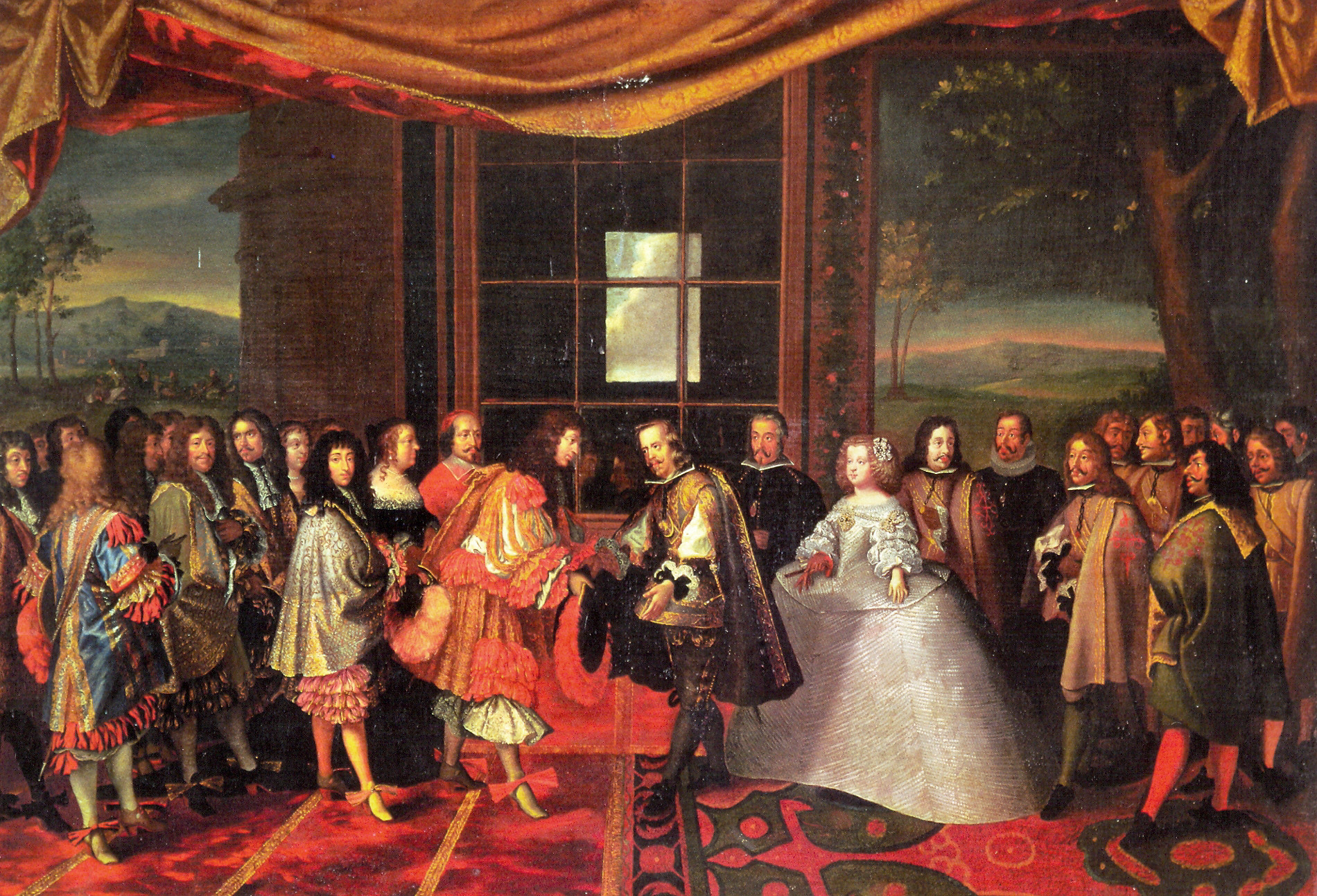
Entrevue de Louis XIV et de Philippe IV dans l'Île des Faisans en 1659 pour signer le traité des Pyrénées.

Des plus anciennes (Xe siècle) aux plus récentes (en général, l'année précédant l'année en cours) les archives publiques sont constituées par les archives des administrations et juridictions, les archives du clergé d'Ancien Régime séquestrées en même temps que les biens du clergé, les archives des notaires (minutiers), les archives des collectivités et une collection de capbreus. La particularité de ces archives tient à ce qu'elles embrassent deux périodes bien distinctes : avant l'annexion/rattachement du Roussillon à la France (traité des Pyrénées, 1659), les comtés de Roussillon et Cerdagne, d'abord indépendants, sont ensuite englobés dans la couronne d'Aragon et sont placés plus particulièrement sous l'administration du principat de Catalogne. Elles sont donc rédigées en latin, puis en catalan, et parfois en castillan. Après le traité des Pyrénées et surtout après 1700 la langue officielle des documents devient le français.
Parmi les plus beaux fonds d'archives publiques conservés, citons le fonds de la procuration royale du Roussillon (Xe - XVIIe siècle), le fonds de l'intendance de Roussillon (XVIIe - XVIIIe siècle), le minutier des notaires qui compte parmi les plus anciens de France (du XIIIe siècle à nos jours), de nombreux fonds de communes (archives remarquables, Moyen Âge - XXe siècle), le fonds de la préfecture des Pyrénées-Orientales (du XIXe siècle à nos jours).

## Les fonds d'archives privées
Les archives privées sont les documents issus des particuliers ou d'organismes privés : archives de tel ou tel particulier, de familles, d'entreprises, d'associations, de partis politiques… Parmi les fonds privés remarquables conservés aux archives départementales des Pyrénées-Orientales, on trouve le fonds de la famille d'Oms, les archives de compagnies minières telles que la compagnie des mines de centre-midi, le fonds Jean Rous, figure du socialisme des années 1930.
| Titre du fonds d'archives privées - Série J - | Cotation |
| --- | -------- |
| Abbé Paul Naudo (Fonds musical) | 91 J     |
| Angoustrine - Archives paroissiales | 89 J     |
| Ansignan - Archives paroissiales | 31 J     |
| Saint-Estève - Archives paroissiales | 16 J     |
| Archives paroissiales de Saint-Jean de Perpignan. | 22 J     |
| Argelès-sur-Mer (collection de parchemins) | 64 J     |
| Argelliès René (ancien adjoint au maire de Perpignan et conseiller général du canton de Sournia)                                                                           | 23 J     |
| Arles-sur-Tech - Archives paroissiales | 168 J    |
| Association de l'Ermitage de N.D de Consolation à Collioure | 188 J    |
| Association nationale pour la famille française (épaves) | 151 J    |
| Association syndicale du Boulès et du Gimeneill d'Ille sur Têt | 191 J    |
| Ayguatébia - Archives paroissiales | 65 J     |
| Bages - Archives paroissiales (1833) | 157 J    |
| Baillestavy - Archives paroissiales | 24 J     |
| Bardou-Job (Sainte Marguerite, La Cabanasse, Le Resuber) | 61 J     |
| Bauby Charles | 87 J     |
| Bélesta - Archives paroissiales | 115 J    |
| Besombes | 59 J     |
| Biern Alain | 101 J    |
| Boix-Laporte (archives familiales de Villefranche de Conflent XVIe-XIXe)                                                                                                   | 160 J    |
| Boixo | 10 J     |
| Bordas | 8 J      |
| Bougarel-Camps | 107J     |
| Boulard (fonds chargé de mission pour l'enquête sociologique du chanoine)                                                                                                  | 127J     |
| Bourg-Madame - Archives paroissiales | 67 J     |
| Bruguère, avoué à Perpignan | 100 J    |
| Caldégas - Archives paroissiales | 34 J     |
| Calmeilles - Archives paroissiales | 38 J     |
| Camp de Rivesaltes (archives dites du) | 153 J    |
| Canaveilles – Archives paroissiales | 68 J     |
| Canet - Archives paroissiales | 97 J     |
| Cantier | 172 J    |
| Carrasco Juan (1945-1991) Microfilms. Originaux retournés aux déposants | 164 J    |
| Casefabre - Archives paroissiales | 39 J     |
| Casino municipal d'Amélie les Bains | 140 J    |
| Cassagnes - Archives paroissiales | 183 J    |
| Castelnou - Archives paroissiales | 71 J     |
| Catalaniste | 58 J     |
| Catllar - Archives paroissiales | 70 J     |
| Caudiès-de-Fenouillèdes - Archives paroissiales | 45 J     |
| C.A.U.E (Conseil d'Architecture d'Urbanisme et d'Environnement) | 176 J    |
| Cavalier Adrien, toponymiste du Roussillon. | 139 J    |
| Clara-Villerach - Archives paroissiales | 55 J     |
| Comité départemental du tourisme des P.O | 60 J     |
| Compagnie littéraire du Genêt d'or | 29 J     |
| Conat - Archives paroissiales | 48 J     |
| Coopérative viticole d'Ille-sur-Têt | 192 J    |
| Cornet y Candy de Rodès (archives familiales) | 130 J    |
| Cortade Benoît, notaire à Vinça | 129 J    |
| Cortade Eugène | 175 J    |
| Coustouges - Archives paroissiales | 117 J    |
| Curé d'Osseja (paroisses cerdanes) | 178 J    |
| Dalbiez Victor - Victor Dalbiez (achat 2003) | 171J     |
| De Chefdebien Fernand, archives familiales et professionnelles | 132 J    |
| De Vilar d'Oms Sire | 182 J    |
| Delcor Mathias (Abbé) | 123 J    |
| Ducup de Saint-Paul | 18 J     |
| Duran i Cama Victor, catalan réfugié en France en 1939 (1946-1976) | 154 J    |
| Egat - Archives paroissiales | 72 J     |
| Enveitg - Archives paroissiales | 33 J     |
| Espérantiste | 193 J    |
| Espira-de-Conflent - Archives paroissiales | 25 J     |
| Espira-de-l'Agly - Archives paroissiales | 73 J     |
| Esquerra catalana de treballedores | 99 J     |
| Estagel - Archives paroissiales | 74 J     |
| Estavar - Archives paroissiales | 75 J     |
| Estoher - Archives paroissiales | 26 J     |
| Etudes notariales de Prades et la Cabanasse | 128 J    |
| Évêché de Perpignan | 95 J     |
| Évol - Archives paroissiales | 106 J    |
| Fédération catalane du P.S.U (P.O) | 110 J    |
| Finestret - Archives paroissiales | 27 J     |
| Fossa (François de.) | 6 J      |
| Fossa (François de.) juriste au XVIIIe | 12 J     |
| Fossa, François de Paule de. | 20 J     |
| Fourquet Camille, président du Comité départemental de libération (CDL) | 13 J     |
| Fous-Berthier Alain, architecte à Perpignan. Sous-fonds : Viggo Dorph-Petersen (architecte danois), Joseph Berthier (architecte départemental), Raymond Sudre (sculpteur). | 141 J    |
| Freixe | 5 J      |
| Frénay Etienne | 186 J    |
| Fuilla - Archives paroissiales | 35 J     |
| Geiger | 21 J     |
| Gelcen, Augustin Arnau de. | 120 J    |
| Génie militaire | 17 J     |
| Gigot Jean-Gabriel (ancien directeur des Archives départementales des Pyrénées-orientales)                                                                                 | 148 J    |
| Glorianes - Archives paroissiales | 92 J     |
| Gony (archives familiales) à Estagel | 146 J    |
| Guiter Henri | 185 J    |
| Hérault André, journaliste (don 2002) | 170 J    |
| Ille-sur-Têt - Archives paroissiales | 36 J     |
| Inventaire et préinventaire des monuments et richesses artistiques de la France (dépt des P.O)                                                                             | 53 J     |
| Inventaires des richesses naturelles du département des P.O | 54 J     |
| Jelcen, Arnaud de. | 119 J    |
| Joch - Archives paroissiales | 108 J    |
| Joffre Alfred Alfred Joffre (architecte du Lycée François-Arago) | 196 J    |
| Jonqueres d'Oriola Henri | 11 J     |
| La Bastide - Archives paroissiales | 66 J     |
| Lacroix | 41 J     |
| Lalane Antoine, avocat-avoué de Perpignan | 98 J     |
| Latour-de-Carol - Archives paroissiales | 76 J     |
| Latour-de-Carol - Archives paroissiales | 143 J    |
| Lazerme Jacques | 57 J     |
| Lesquerde - Archives paroissiales | 144 J    |
| Llonguet de Rigarda (archives familiales) | 136 J    |
| Llupia - Archives paroissiales | 134 J    |
| Mantet - Archives paroissiales | 77 J     |
| Marcel Bordes (ancien gouverneur général d'Algérie) | 56 J     |
| Massé Ludovic (écrivain) XXe | 44 J     |
| Maury - Archives paroissiales | 145 J    |
| Millas - Archives paroissiales | 111 J    |
| Millous Guillaume, négociant en tissus de Céret | 142 J    |
| Mines de Batère (plans) | 180 J    |
| Mines de fer du Centre-Midi | 15 J     |
| Mines de Fillols | 165 J    |
| Mitjaville | 174 J    |
| Mitjaville | 194 J    |
| Molina Mateo (commissaire de guerre au XIe puis au Xe corps d'armée de l'armée républicaine espagnole 1937-1939)                                                           | 9 J      |
| Molitg-les-Bains - Archives paroissiales | 181 J    |
| Montalba - Archives paroissiales | 114 J    |
| Monuments historiques et objets d'arts | 63 J     |
| Mosset - Archives paroissiales | 78 J     |
| Mouvements des chômeurs (1997-1998) | 152 J    |
| Néfiach - Archives paroissiales | 156 J    |
| Nohèdes - Archives paroissiales | 46 J     |
| Noyer | 173 J    |
| Odeillo - Archives paroissiales | 50 J     |
| Oms | 3 J      |
| Oreilla - Archives paroissiales | 105 J    |
| Palau-del-Vidre - Archives paroissiales | 79 J     |
| Palau, Abbé (95 J 891-895) | 169 J    |
| Partitions d'orchestre (collection de provenances diverses) | 109 J    |
| Passama et alliés de Pia, Perpignan, Thuir - Archives familiales | 189 J    |
| Pastor (Famille d'Osseja) | 2 J      |
| Pejouan Henri, ingénieur agricole (observations climatologiques et études des phénomènes d'avalanche dans les massifs des P.O)                                             | 162 J    |
| Petit Bonaventure | 124 J    |
| Petersen Viggo Dorph (architecte) (sous-fonds Fous-Berthier) | 141 J    |
| Pézilla-de-Conflent - Archives paroissiales | 149J     |
| Pézilla-la-Rivière - Archives paroissiales | 80 J     |
| Pic Claude, géomètre-expert (inondations de 1940 et 1942) | 166J     |
| Piquemal, versement Sabaté, archives familiales du Boulou. | 167 J    |
| Pla-Justafré Lucette, résistante, ancienne conseillère générale (XXe) | 159 J    |
| Planas Narcisse, conseiller général | 177 J    |
| Ponteilla, Pollestres, Nyls - Archives paroissiales | 118 J    |
| Porta - Archives paroissiales | 62 J     |
| Porté-Puymorens - Archives paroissiales | 82 J     |
| Pous Baptiste, colonel, ancien chef du cabinet technique du ministre de la guerre Breton.                                                                                  | 150 J    |
| Prats-de-Mollo-la-Preste - Archives paroissiales | 83 J     |
| Reig-Artaud | 14 J     |
| Ria - Archives paroissiales | 49 J     |
| Riu (Miquel de) | 4 J      |
| Rivesaltes - Archives paroissiales | 90 J     |
| Rodès - Archives paroissiales | 93 J     |
| Rosenstein – collection Viggo Dorph-Petersen | 179 J    |
| Rous (famille de Prades) | 19 J     |
| Rous Jean | 96 J     |
| Rous Jean (bibliothèque) | 125 J    |
| Rous Jean (périodiques de la bibliothèque) | 126J     |
| Sahorre - Archives paroissiales | 103 J    |
| Saint André de Sorède | 102 J    |
| Saint-Féliu-d'Amont - Archives paroissiales | 113 J    |
| Saint-Féliu-d'Avall - Archives paroissiales | 112 J    |
| Saint Jacques de Perpignan - Archives paroissiales | 137 J    |
| Saint-Laurent-de-Cerdans - Archives paroissiales | 116 J    |
| Saint-Michel-de-Llotes - Archives paroissiales | 32 J     |
| Saint-Pierre-dels-Forcats - Archives paroissiales | 84 J     |
| Sainte-Léocadie - Archives paroissiales | 51 J     |
| Salsas | 7 J      |
| Sansa - Archives paroissiales | 85 J     |
| Sauto- Archives paroissiales | 40 J     |
| Selva et alliés d'Ille-sur-Têt (1511-1783) | 161 J    |
| Serrabone - Archives paroissiales | 37 J     |
| Serradell-Chapus (archives familiales de Saint Laurent de Cerdans) | 197 J    |
| Serralongue - Archives paroissiales | 86 J     |
| Soler Jacques, (forgeron à Err) archives familiales. | 121 J    |
| Syndicats des canaux d'arrosage (canal de Vernet et Pia, Agouille de Saint-Mamet et Malprat, canal de dessèchement dit Le petit vivier de Saint-Mamet)                     | 88 J     |
| Taillet - Archives paroissiales | 138 J    |
| Targasonne - Archives paroissiales | 30 J     |
| Le Tech - Archives paroissiales | 81 J     |
| Terrats - Archives paroissiales (XVIIIe-XIXe) | 158 J    |
| Thuir - Archives paroissiales | 133 J    |
| Tourné André | 163 J    |
| Trévillach - Archives paroissiales | 147 J    |
| Trouillas - Archives paroissiales | 122 J    |
| Turié Jean-Marie, architecte à Perpignan. | 131 J    |
| Union sandalière de Saint laurent de Cerdans (SCOP) | 198 J    |
| Urbanya - Archives paroissiales | 47 J     |
| Usine de dynamite de Paulilles | 135 J    |
| Usine de sandales Llobères-Ollet Saint Laurent de Cerdans (correspondance 1904-1919)                                                                                       | 190 J    |
| Valmanya - Archives paroissiales | 28 J     |
| Vernet-les-Bains - Archives paroissiales | 42 J     |
| Vilelume, Colonel | 184 J    |
| Villacèque frères, viticulteurs à Peyrestortes (XIXe) | 155 J    |
| Villefranche-de-Conflent - Archives paroissiales | 52 J     |
| Villeneuve-de-la-Rivière - Archives paroissiales | 43 J     |
| Villeneuve-des-Escaldes - Archives paroissiales | 69 J     |
| Vinça - Archives paroissiales | 94 J     |
| Vixelle avoué à Céret | 187 J    |

## La bibliothèque
La bibliothèque des archives départementales est une bibliothèque patrimoniale et régionaliste. En plus d’ouvrages traitant de l’histoire générale de la France ou de l’Espagne, de la généalogie, de l’histoire du droit ou des institutions, elle a pour mission de conserver toutes les publications scientifiques relatives au Roussillon dans des domaines aussi variés que l’histoire, la géographie, la botanique, la géologie, etc. 
La bibliothèque n’a pas pour vocation la conservation des ouvrages littéraires ; néanmoins, quelques œuvres d’auteurs originaires du département sont représentées. C’est le cas notamment des œuvres littéraires de Ludovic Massé dont le fonds d’archives se trouve également conservé aux archives départementales. Une faible proportion de ces ouvrages est antérieure à 1850.

## Pôle archéologique départemental des Pyrénées-Orientales
Depuis 2007, les archives départementales accueillent dans leurs murs le Pôle archéologique départemental. Un certain nombre de ressources ont été mises en commun dont la bibliothèque.

## Administration des archives

### Directeurs
- 1839-1862 : Jean-François Barthélémy Morer
- 1862-1880 : Julien-Bernard Alart ;
- 1884-1889 : Jean-Auguste Brutails ;
- 1889-1897 : Emile Desplanque ;
- 1897-1907 : Bernard Palustre ;
- 1908-1949 : Marcel Robin ;
- 1949-1957 : Pierre Bernard :
- 1957-1970 : Jean-Gabriel Gigot ;
- 1970-1975 : Francis Denel ;
- 1976-1989 : Philippe Rosset ;
- 1989-1998 : Marie-Edith Brejon de Lavergnée ;
- 1998-2016 : Christine Langé ;
- Depuis 2016 : Marie Landelle

## Pour approfondir